# 835 هـ
835 هـ هي سنة في التقويم الهجري امتدت مقابلةً في التقويم الميلادي بين سنتي 1431 و1432.

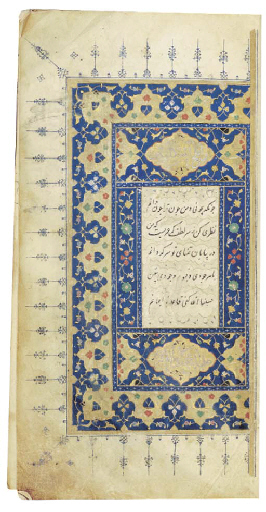
إحدى مخطوطات قاسم أنوار

## وفيات
- أبو الحسن علي القلصادي
- قاسم أنوار
- علي بن أحمد المهائمي